# Serguei Ponomarenko
Serguei Ponomarenko (en rus: Сергей Пономаренко) (Moscou, Unió Soviètica 1960) és un patinador artístic sobre gel rus, que va destacar a la dècada del 1980 i principis de la dècada del 1990.
Juntament amb Marina Klímova inicià la seva carrera esportiva l'any 1982. La parella va participar en els Jocs Olímpics d'Hivern de 1984 realitzats a Sarajevo (RFS Iugoslàvia), on aconseguiren guanyar la medalla de bronze en la modalitat de dansa. En els Jocs Olímpics d'Hivern de 1988 realitzats a Calgary (Canadà) aconseguiren guanyar la medalla de plata. En els Jocs Olímpics d'Hivern de 1992 realitzats a Albertville (França), i en representació de l'Equip Unificat, aconseguiren guanyar la medalla d'or, convertint-se ens els primers patinadors de qualsevol disciplina en aconseguir els tres metalls.
Al llarg de la seva carrera aconseguiren guanyar vuit medalles en el Campionat del Món de patinatge artístic, tres d'elles d'or (1989, 199 i 1992). En el Campionat d'Europa de patinatge artístic aconseguiren guanyar també vuit medalles, quatre d'elles d'or (1989-1992). Així mateix aconseguiren guanyar quatre vegades el campionat nacional del seu país.